# Јановени
Јановени (грч. Γιαννοχώρι, до 1927. грч. Γιαννοβαίνη) је насељено место у општини Нестрам у периферији Западна Македонија, Грчка. Према попису из 2021. године било је 6 становника.
Према бугарском географу и историчару, Василу Канчову, у Јановену је 1900. године живело 490 Словена хришћана и нешто Албанаца хришћана. За време грађанског рата село је доста страдало, становништво је избегло у источноевропске земље, а након рата су се почели насељавати у Југославији. Грчке власти нису дозволиле обнову Јановена, његов атар су 1953. године прикључили Тухољу.